# Puerta la Chiripa
Puerta la Chiripa är en ort i Mexiko.   Den ligger i kommunen Lagos de Moreno och delstaten Jalisco, i den centrala delen av landet, 400 km nordväst om huvudstaden Mexico City. Puerta la Chiripa ligger 2 015 meter över havet och antalet invånare är 328.
Terrängen runt Puerta la Chiripa är platt åt sydväst, men åt nordost är den kuperad. Terrängen runt Puerta la Chiripa sluttar västerut. Runt Puerta la Chiripa är det ganska tätbefolkat, med 56 invånare per kvadratkilometer. Närmaste större samhälle är Palo Alto, 12,9 km norr om Puerta la Chiripa. Trakten runt Puerta la Chiripa består till största delen av jordbruksmark.